# Чанг: Драма в глуши
«Чанг: Драма в глуши» (англ. Chang: A Drama of the Wilderness, тайск. ช้าง, лаос. ຊ້າງ) — совместный художественно-документальный немой приключенческий фильм 1927 года, снятый режиссёрами из США Мерианом К. Купером и Эрнестом Б. Шёдсаком и непрофессиональными сиамскими актёрами из народа лао, которые в этом фильме играли самих себя. Место съемок было расположено в джунглях тогдашнего Сиама и в настоящее время приходится на границу современных северного Лаоса и Таиланда.
Фильм был снят компанией «Famous Players-Lasky», подразделением «Paramount Pictures». В 1929 году фильм был номинирован на премию «Оскар» за уникальное художественное исполнение.
21 ноября 2000 впервые выпущен на DVD компанией «Image Entertainment».

## Сюжет
Фильм о бедном крестьянине Кру из одного из племён народа лао, проживающего в начале XX века в джунглях Сиама и о борьбе его семьи за выживание в джунглях. Показанный в фильме земледелец Кру бьётся за свой отвоёванный у джунглей участок земли с леопардами, тиграми и даже со стадом слонов.

## Съёмки и монтаж
Сам фильм представляет собой в основном документальную съёмку реальной жизни семьи Кру, хотя некоторые наиболее зрелищные и опасные сцены были постановочными и их также приходилось несколько раз переснимать.
Сопроводительный текст к фильму впоследствии написал известный путешественник русского происхождения Ахмед Абдулла.

## Реакция
Автор и кинокритик Леонард Малтин дал фильму 3,5 из 4 звёзд, назвав его «увлекательным этнографическим документальным фильмом-повествованием». Мордаунт Холл из «The New York Times» похвалил фильм, назвав его «ярким и захватывающим».